# 阿波島

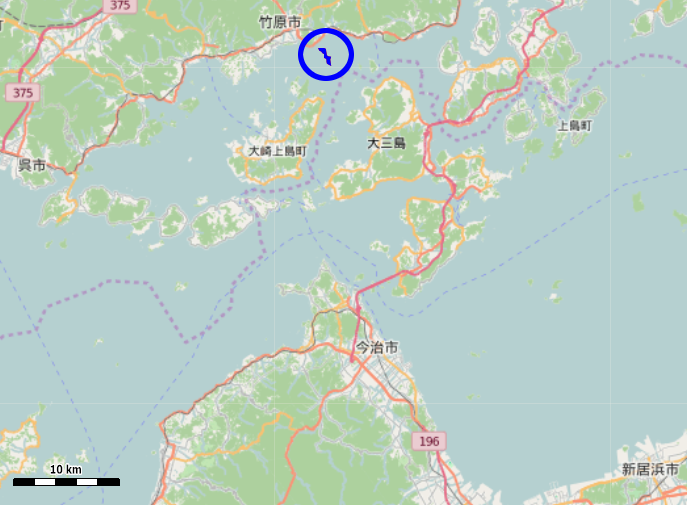
周辺

阿波島（あばしま、あばじま）は、広島県竹原市沖に浮かぶ無人島である。

## 地理
本州竹原市高崎沖に浮かぶ無人島。住所表示は〒729-2313広島県竹原市高崎町。南が大崎上島・生野島・佐組島、東が大久野島および小久野島になる。
面積0.53 km2 、周囲約3km。最高峰は約100m。南北2つの山系で2分されている。すべて民有地。昔は農地があったが現在は存在していない。島の東西を繋ぐトンネルがある。
島の南端である白鼻岩を中心とした半径1.5kmの海域は「スナメリ回遊海面」として1930年（昭和5年）国の天然記念物に指定されている。

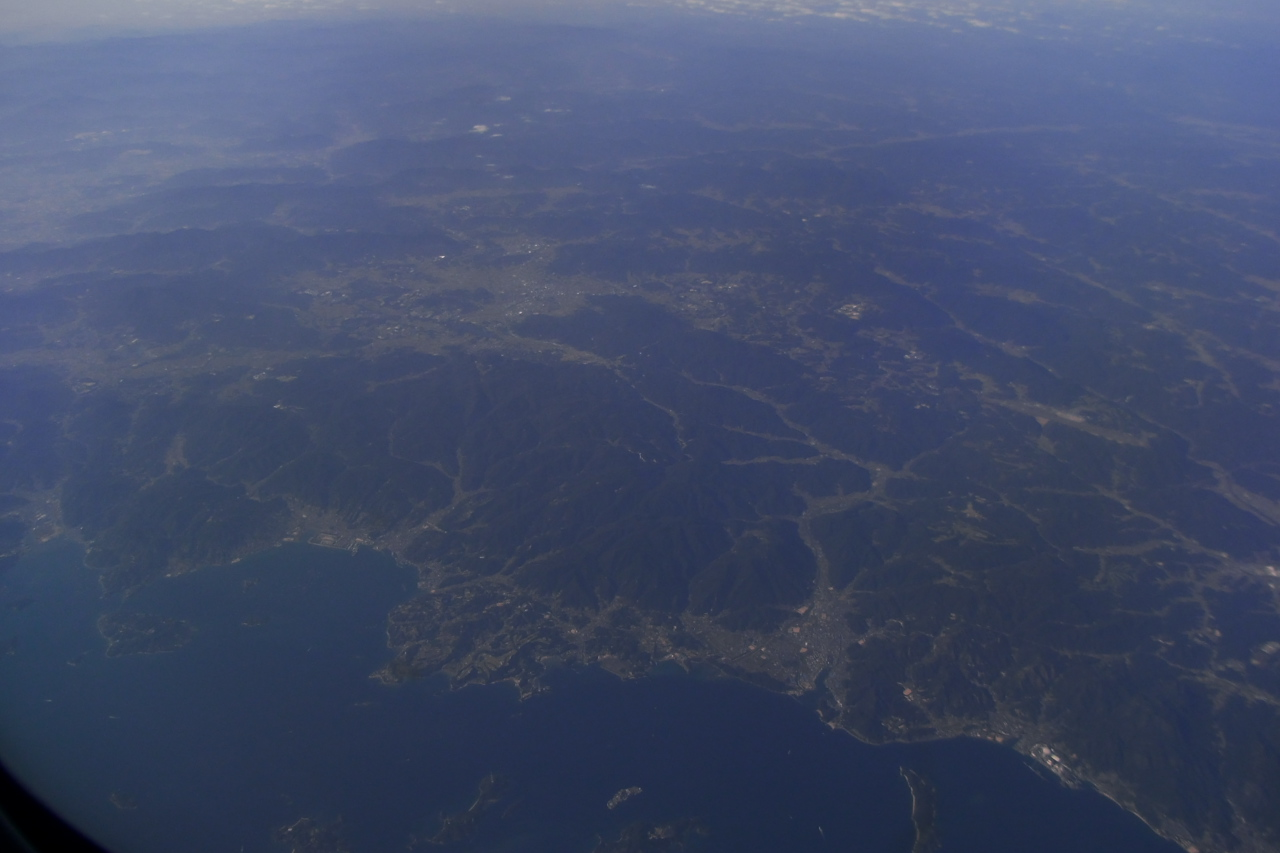
上空から竹原市を撮影。右手前に阿波島。
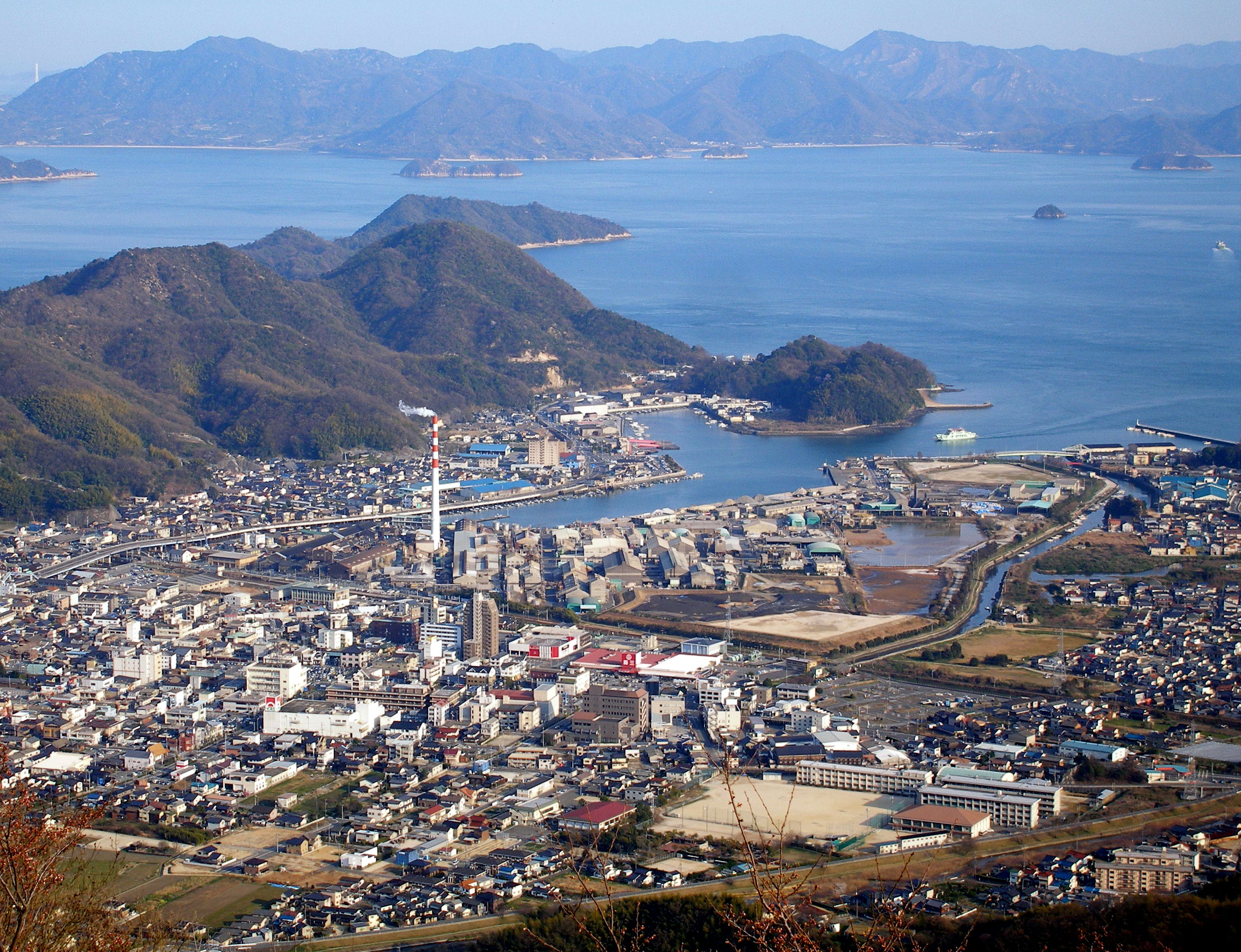
竹原市から南東方向を撮影。中央の山の向こう側が阿波島。その向こうが愛媛県大三島。

## 歴史
島の北端では阿波島遺跡と呼ばれる包含地が発見されている。
島の南側ではかつて「スナメリ網代漁」あるいは「ゼゴンドウ漁」とよばれた特殊漁が行われていた。1月から3月にかけて繁殖のためこの付近にスナメリがやってきて、その際に追われたイカナゴを食べようと海底に潜んでいた鯛やスズキが上がってきたところを釣り上げる漁法である。短期間で高収入を得ることが出来たことから、漁師たちはその目印となったスナメリを感謝敬愛したという。島の南の白鼻岩にはスナメリを祀る小祠が建立されている。昭和初期時点で確実に海域で見ることが出来たが、スナメリ自体を捕獲するものが出てきたことなどから、保護のため1930年国の天然記念物に指定された。登録した昭和初期時点で数十頭による群泳を見ることが出来たという。現在では、イカナゴの減少にともなってスナメリの回遊も激減したことからスナメリ漁法は消滅している。スナメリ自体も1980年代以降減少し、1997年環境庁による聞き取り調査では広島県内で2回のみしか見ることが出来なかった。
太平洋戦争中、この島には広島陸軍兵器補給廠忠海分廠阿波島出張所が置かれた。この島の東側の大久野島で大日本帝国陸軍により毒ガスが作られており、その保管場所としてこの島の中央付近に倉庫が造られたのである。具体的には「ちび弾」と呼ばれた液体青酸入り手投丸瓶と、「あか筒」と呼ばれたくしゃみ剤（ジフェニルシアノアルシン）であり、終戦時には大小あか筒が9万本近く保管されていた。これらは終戦後、大久野島に集められて処理されたか、あるいはこの島で焼却および埋設処分されたという。1976年証言を受けて環境庁により現地調査が行われたが埋設場所とされていたところで毒ガス弾は発見されず、2004年には地下水調査、2005年に大気および土壌調査が行われたところ、毒ガス成分は発見されなかった。
戦後、農地として用いられていたが現在ではそれも止めている。本州と大崎上島を結ぶ（仮称）大崎上島架橋構想ではこの島がそのルートの一つとなっている。

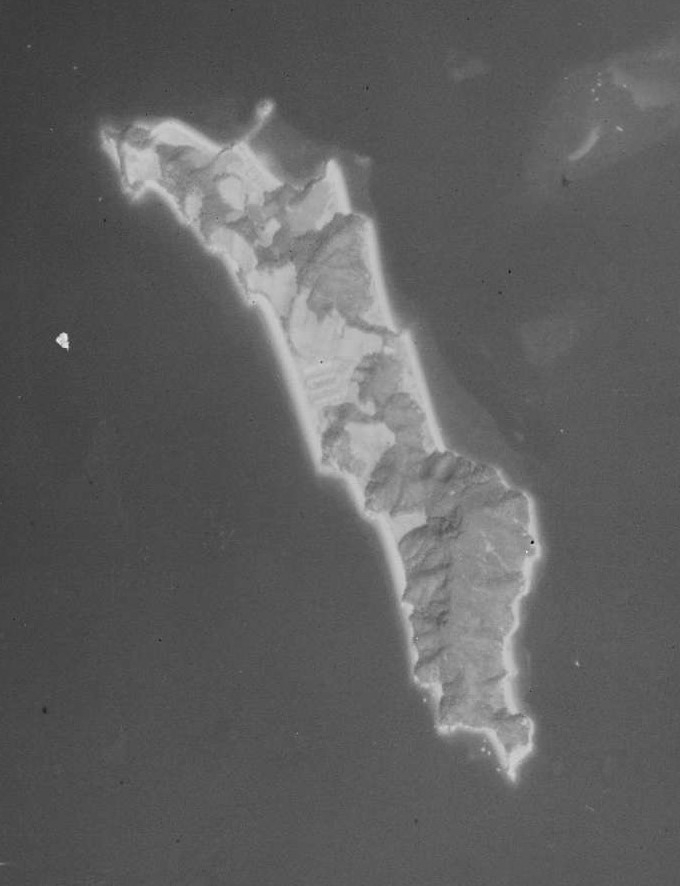
1948年米軍撮影。建物の跡のような矩形が見える。
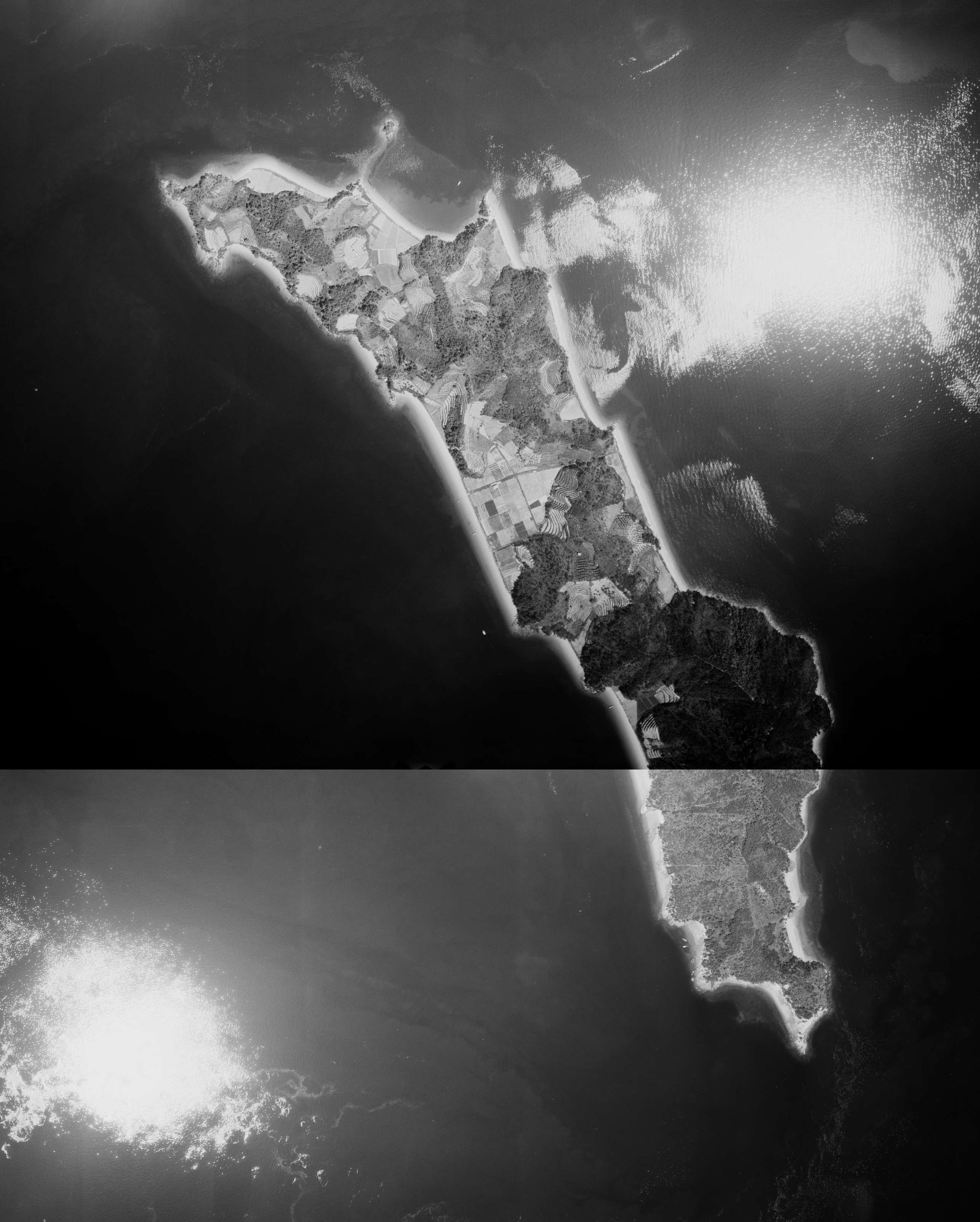
1962年[1]。
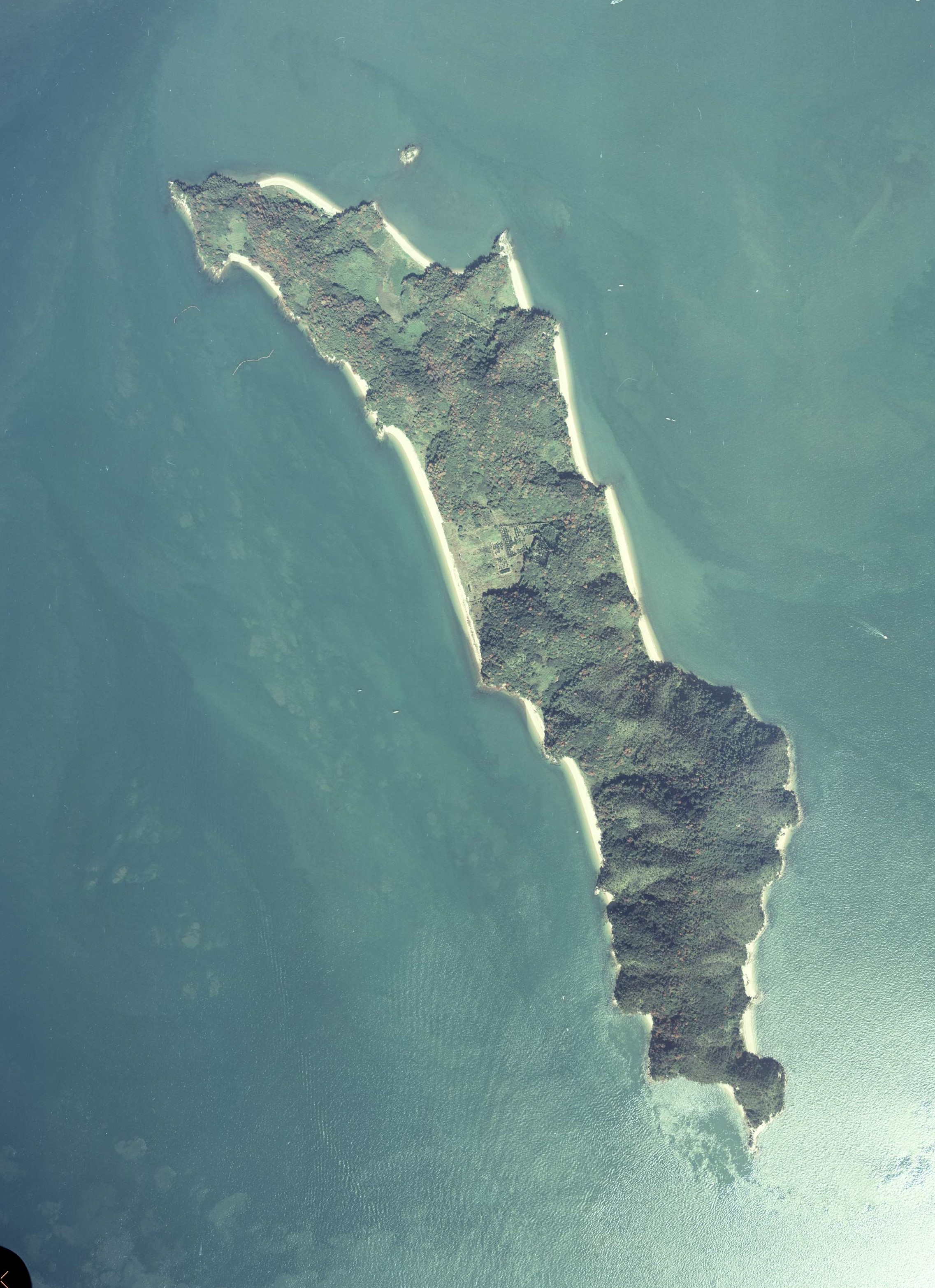
1981年[1]。この時点で農業は止めていることがわかる。